# 西宮市立山口中学校
西宮市立山口中学校（にしのみやしりつ やまぐちちゅうがっこう）は、兵庫県西宮市山口町にある公立中学校。

## 沿革
- 1947年（昭和22年）4月22日 - 山口村立山口中学校創立。
- 1951年（昭和26年）4月6日 - 有馬郡山口村が西宮市と合併し、西宮市立山口中学校に改称。

## 部活動

### 運動部
- 野球部
- サッカー部
- バスケットボール部
- バドミントン部
- 女子バレーボール部
- 陸上競技部
- ソフトテニス部

### 文化部
- 吹奏楽部
- 総合文化部

## 校区
- 西宮市立山口小学校
- 西宮市立北六甲台小学校（※神戸市北区の一部を委託）

## 交通アクセス
- 神戸電鉄三田線 田尾寺駅より2.1km
- 阪急バス芦屋有馬線80系統「山口センター前」バス停より200m
  - 乗換駅:有馬温泉駅（神戸電鉄）・芦屋駅 (JR西日本)・芦屋駅 (阪神)

## 著名な出身者
- 伊藤将大（元サッカー選手）
- 矢吹世奈（元宝塚歌劇団・花組） - 宝塚歌劇団97期生

## 通学区域が隣接している学校
- 西宮市立塩瀬中学校
- 神戸市立北神戸中学校
- 神戸市立有野北中学校
- 神戸市立有野中学校
- 神戸市立有馬中学校
- 芦屋市立山手中学校
- 西宮市立苦楽園中学校
- 宝塚市立光ガ丘中学校